# Tregde
58°0′34.718″N 7°33′27.846″Ø / 58.00964389°N 7.55773500°Ø
Tregde er en landsby i den østlige ende af   Mandal kommune i Vest-Agder fylke i Norge. Stedet ligger 5 km sydøst for Ime og 8 km sydvest for Harkmark på fylkesvej 203. Gamle Tregdevei går fra Tregde marina til Tregde centrum.
Tregde er en gammel udhavn med tidligere fiskeri- og lodsvirksomhet. I dag er stedet et turistområde med hotel, hytter til leje og private hytter. Det gamle center i øst er rimelig godt bevaret.
Udgangspunktet for det norske højdesystem NN1954 var et fastmærke ved en vandstandsmåler i Tregde.